# 1741 Giclas
1741 Giclas eller 1960 BC är en asteroid i huvudbältet, som upptäcktes 26 januari 1960 av Indiana Asteroid Program vid Indiana University Bloomington med Goethe Link Observatory. Asteroiden har fått sitt namn efter den amerikanske astronomen Henry L. Giclas.
Asteroiden har en diameter på ungefär 13 kilometer och den tillhör asteroidgruppen Koronis.